# Stefan Wróbel
Stefan Wróbel – polski wioślarz.
Karierę wioślarską rozpoczął w na początku lat dwudziestych. Na igrzyskach olimpijskich w Paryżu był rezerwowym zawodnikiem w konkurencji jedynek. Był kierownikiem polskiej drużyny w wioślarstwie. Działał społecznie w ruchu sportowym.